# Sullivan & Cromwell
Sullivan & Cromwell LLP ist eine US-amerikanische multinationale Anwaltskanzlei mit Hauptsitz in New York City. Sie gehört zu den ältesten und renommiertesten Kanzleien der Vereinigten Staaten. Sullivan & Cromwell ist vorwiegend auf Wirtschafts- und Unternehmensrecht spezialisiert. Die 1879 von Algernon Sydney Sullivan und William Nelson Cromwell gegründete Kanzlei beriet bei der Gründung von General Electric und US Steel, leistete Pionierarbeit bei modernen Reorganisationsmaßnahmen für insolvente Unternehmen und beeinflusste wichtige Finanz- und Regulierungspraktiken. Die Anwälte von Sullivan & Cromwell waren auch in verschiedene Kontroversen verwickelt, darunter Insiderhandelsskandale, die Arbeit mit Tabakunternehmen und Verstrickungen mit NS-Deutschland in den 1930er Jahren.

## Geschichte
Die 1879 von Algernon Sydney Sullivan und William Nelson Cromwell gegründete Anwaltskanzlei Sullivan & Cromwell beriet John Pierpont Morgan bei der Gründung von Edison General Electric (1882) und begleitete später wichtige Akteure bei der Gründung von U.S. Steel (1901). Cromwell entwickelte das Konzept der Holdinggesellschaft und überzeugte den Staat New Jersey davon, es in das staatliche Recht aufzunehmen, sodass Unternehmen, die dort gegründet wurden, die Kartellgesetze umgehen konnten. Die Firma arbeitete auch mit weniger erfolgreichen Unternehmen während der unbeständigen Jahrzehnte vor der Einführung des modernen amerikanischen Konkursrechts; sie leistete Pionierarbeit bei der Reorganisation insolventer Unternehmen durch den so genannten „Cromwell-Plan“. Seine Fähigkeit, scheiternde Unternehmen zu retten, brachte ihm die Bezeichnung „der Arzt der Wall Street“ ein.
Um die Jahrhundertwende vertrat die Firma französische Interessen, die Land in Panama besaßen und an der Finanzierung des Panamakanals beteiligt waren und bis ins 21. Jahrhundert hinein vertritt die Firma die Panamakanalbehörde.  Sullivan & Cromwell war eine der ersten US-Kanzleien, die Überseebüros eröffneten, zunächst 1911 in Paris. Bis 1928 wurden auch Büros in Buenos Aires und Berlin eröffnet. Unter dem späteren US-Außenminister John Foster Dulles unterstützte das Unternehmen die Aufrüstungsbemühungen des NS-Regimes in Deutschland, indem es die deutsche I.G. Farben in ein internationales Nickelkartell einbezog, dem auch amerikanische, kanadische und französische Hersteller angehörten und Deutschland US-amerikanische Kreditfinanzierung verschaffte. Dulles war auch ein guter Bekannter von Hitlers Wirtschaftsminister Hjalmar Schacht.
Die Beteiligung von Sullivan & Cromwell am Staatsstreich von 1954 in Guatemala ist dokumentiert. Damals vertrat die Kanzlei die United Fruit Company (UFC), die bedeutende Beteiligungen in Guatemala hatte. Die UFC nutzte ihre Lobbymacht über die Kanzlei und auf anderem Wege, um Präsident Eisenhower sowie Außenminister John Foster Dulles und seinen Bruder, den CIA-Direktor Allen Welsh Dulles, beide ehemalige Partner der Kanzlei, davon zu überzeugen, den demokratisch gewählten Präsidenten von Guatemala, Jacobo Arbenz, durch einen von der CIA organisierten Putsch abzusetzen.
Während der Great Depression hatte Sullivan & Cromwell großen Einfluss auf das US-amerikanische Steuer- und Aktionärsrecht, als mit dem Securities Act of 1933 nach dem Börsencrash von 1929 tiefgreifende Reformen durchgeführt wurden. In dieser Zeit vertrat die Kanzlei auch die großen Monopole gegen kartellrechtliche Maßnahmen des New Deal. Sullivan & Cromwell leistete später die juristische Arbeit für eine 643-Millionen-Dollar-Emission der Ford Motor Company im Jahr 1956, die bis dahin größte überhaupt. Die sich wandelnden Geschäftstrends spiegelten sich auch in der Organisation der Kanzlei wider. 1968 wurde eine Bankabteilung gegründet, und 1980 wurde eine Abteilung für Mergers & Acquisitions (M&A) eingerichtet, als großer Unternehmensfusionen zunahmen und zu einem lukrativen Geschäft für die Kanzlei wurden. Mitte der 1980er Jahre erwirtschaftete die M&A-Abteilung bereits ein Drittel des Umsatzes der Kanzlei.
2022 sorgte die Rolle von Sullivan & Cromwell bei der Insolvenz des Krypohändlers FTX für Kontroversen. Sowohl Sullivan & Cromwell als auch die Kanzlei Fenwick & West haben bei ihrer Arbeit für FTX vor dem Konkurs bei einigen Mitteilungen an Mitarbeiter und Direktoren von FTX die automatische Löschung von Nachrichten verwendet, was Fragen über eine Mitkomplizenschaft in dessen Betrug aufwarf. Hinsichtlich ihrer Beziehung zu Sam Bankman-Fried wurde die Kanzlei untersucht. Im Januar 2025 gab Sullivan & Cromwell bekannt, dass sie Donald Trump bei der Berufung gegen seine Verurteilung in 34 Anklagepunkten wegen der Zahlung von Schweigegeld an den Pornostar Stormy Daniels vor der Wahl 2016 vertreten würde.

## Aktivitäten
Sullivan & Cromwell ist in einer Vielzahl von Rechtsbereichen, darunter Unternehmensrecht, Kapitalmarktrecht, Bank- und Finanzrecht, Prozessführung, regulatorische Compliance sowie Restrukturierung und Insolvenzrecht tätig. Im Bereich des Unternehmensrechts und der Fusionen & Übernahmen (M&A) berät die Kanzlei nationale und internationale Unternehmen bei der Strukturierung und Durchführung von Transaktionen, einschließlich Fusionen, Übernahmen, Joint Ventures und anderen Unternehmenszusammenschlüssen. Im Kapitalmarktrecht ist die Kanzlei führend in der Beratung bei der Emission von Aktien, Anleihen und anderen Wertpapieren. Sie hilft ihren Klienten, Finanzierungsstrategien zu entwickeln und die Einhaltung von Regulierungsvorschriften sicherzustellen. Im Bank- und Finanzrecht bietet Sullivan & Cromwell umfassende Beratung für Banken, Finanzinstitute und andere Unternehmen in Bezug auf Kreditvereinbarungen, Projektfinanzierungen und strukturierte Finanzierungen. Die Kanzlei unterstützt ihre Klienten auch bei regulatorischen Fragen und Compliance-Anforderungen.

## Standorte

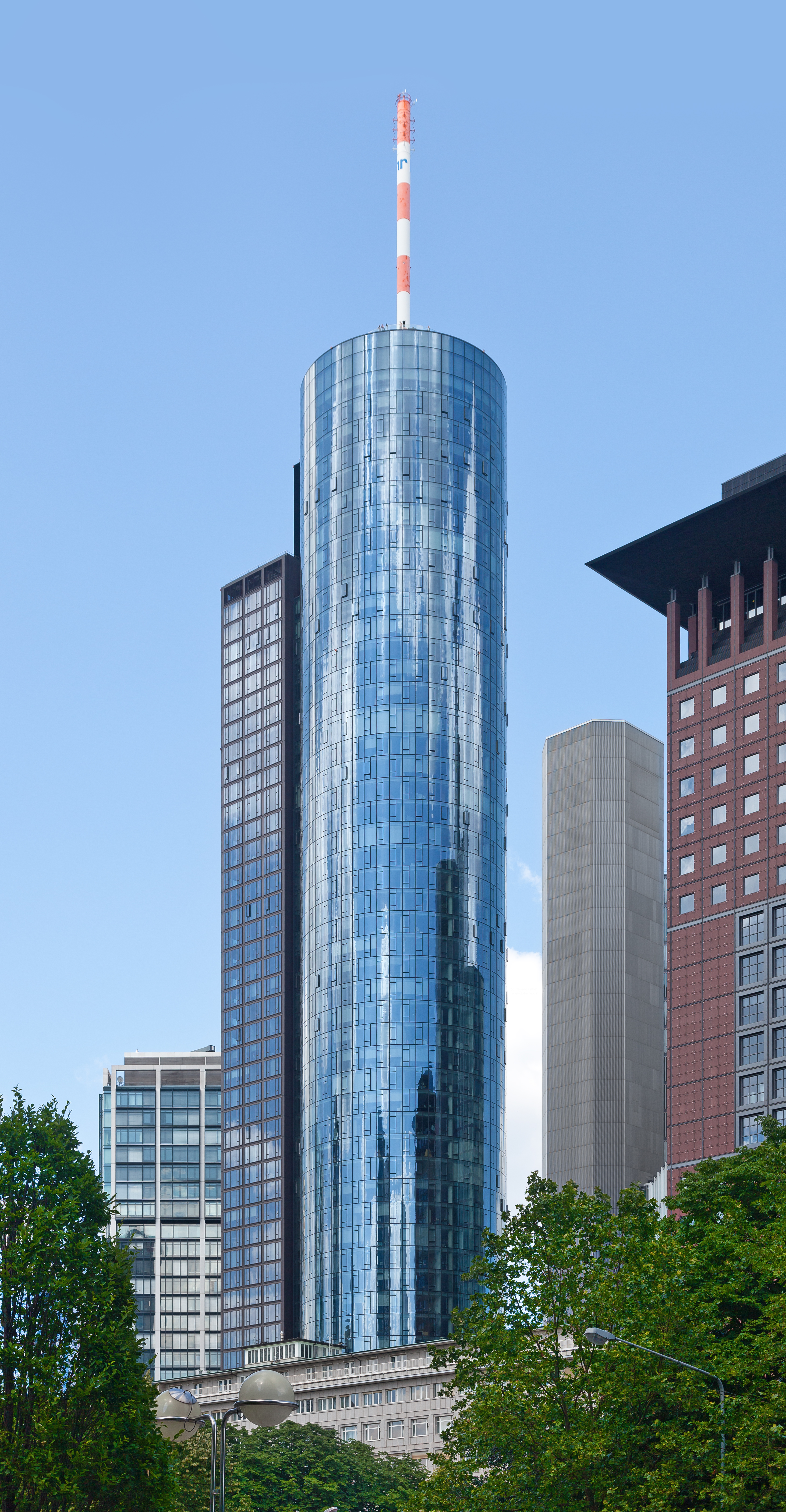
Der deutsche Sitz von Sullivan & Cromwell befindet sich im Main Tower

Sullivan & Cromwell betreibt 13 Büros auf vier Kontinenten (Stand: Anfang 2025). Büros befinden sich in den Vereinigten Staaten, China, Japan, Frankreich, Belgien, Deutschland, Australien und dem Vereinigten Königreich. Der deutsche Sitz von Sullivan & Cromwell befindet sich in Frankfurt am Main.

## Mitarbeiter
Bekannte Mitarbeiter von Sullivan & Cromwell waren:
- Louis Auchincloss, Schriftsteller
- Jay Clayton, Vorsitzender der Securities and Exchange Commission
- Amal Clooney, britisch-libanesische Juristin
- Lori Fisler Damrosch, Juristin und Professorin
- Allen Welsh Dulles, CIA-Direktor
- John Foster Dulles, US-Außenminister
- Ronald Dworkin, Philosoph
- Jürgen Oesterhelt, deutscher Diplomat
- David W. Peck, Leiter des Advisory Board on Clemency in Deutschland
- Nick Santora, Filmproduzent, Drehbuchautor sowie Romanautor
- John Reese Stevenson, Berater im US-Außenministerium
- Nadine Strossen, Präsidentin der ACLU
- Harlan Fiske Stone, Justizminister und Präsident des Obersten Gerichtshofes
- Peter Thiel, Unternehmer und Investor
- Joseph Tsai, Mitbegründer von Alibaba
- Ksenija Turković, Richterin am Europäischen Gerichtshof für Menschenrechte
- Gerhard Alois Westrick, deutscher Jurist und Spion

## Sonstiges
Sullivan & Cromwell gehört zu den „Corporate Members“ des Council on Foreign Relations.